# (35781) 1999 JA19
1999 JA19 (asteroide 35781) é um asteroide da cintura principal. Possui uma excentricidade de 0.11865460 e uma inclinação de 6.95262º.
Este asteroide foi descoberto no dia 10 de maio de 1999 por LINEAR em Socorro.